# Безбатько Анатолій Костянтинович
Безбатько Анатолій Костянтинович(1938, Новомосковськ — 1998, Маріуполь) — український художник і графік 20 ст. Член федерації художників ЮНЕСКО.

## Життєпис
Народився в місті Новомосковськ, Дніпропетровська область.
Художню освіту отримав у Ростовському-на-Дону художньому училищі. Удосконалював власну художню освіту у Ленінградському ВХПУ ім. Віри Мухіної, за фахом — «Графіка».
Працював як у живопису, так і у графічних техніках. Створював книжкові ілюстрації, екслібриси, виконав серію із 17 плакатів (російська назва) «Руководители оборонной промышленности и ведущие конструкторы советского оружия в годы ВОВ» (1985, наклад 27 000 зразків). Його твори зберігаються в різних музеях та приватних колекціях.
Мешкав і працював у місті Маріуполь. Член федерації художників ЮНЕСКО з 1990 року. Помер 1998 року.

## Вибрані твори (живопис)
- «Автопортрет»[1]
- «Пейзаж»
- "Автопортрет з онучкою " («Моя Алінушка»)[1]

## Графічні серії
- «Крізь тернії до зірок»
- «Тернії»
- «Рідне Приазов'я»
- «Русь уходяща»

## Окремі графічні аркуші
- «Комсомол», лінорит, 1968
- "Юність ", «Жіноча ню», 1969
- «Ранок», «Жіноча ню», 1969[4]
- "Дівчина з голубом ", «Жіноча ню», 1969
- «Спілкування»[4]
- «Порт в Маріуполі», лінорит
- «Міський мотив», лінорит[4]